# Gözde Kırdar
Gözde Kırdar (Kütahya, 26 giugno 1985) è un'ex pallavolista turca, nel ruolo di schiacciatrice.

## Biografia
È la sorella gemella della pallavolista Özge Kırdar. Dopo un primo matrimonio con il cestista Onur Sonsırma, sposa il preparatore atletico italiano Alessandro Bracceschi: la coppia ha due figli.

## Carriera
La carriera da professionista di Gözde Kırdar inizia nel 1999, tra le file del Güneş Sigorta Spor Kulübü. Dal 2000 gioca nel neonato VakıfBank Güneş Sigorta Spor Kulübü, con si aggiudica due edizioni del campionato turco, una Top Teams Cup ed una Challenge Cup.
Dal 2003 fa parte della nazionale turca, con cui si aggiudica la medaglia d'oro ai XV Giochi del Mediterraneo e la medaglia d'argento alla European League del 2009.
Nel 2011 si aggiudica la Champions League 2010-11, dove viene premiata anche come miglior ricevitrice, mentre con la nazionale vince il bronzo al campionato europeo 2011 e al World Grand Prix 2012.
Nella stagione 2012-13 vince la Coppa di Turchia, per la seconda volta la Champions League e il campionato, venendo premiata come miglior attaccante, miglior ricevitrice ed MVP; con la nazionale vince la medaglia d'argento ai XVII Giochi del Mediterraneo. Nella stagione successiva vince la Supercoppa turca, la Coppa del Mondo per club e, per la seconda volta consecutiva, la coppa nazionale e il campionato.
Nel corso del campionato 2014-15 vince nuovamente la Supercoppa turca, venendo premiata come miglior giocatrice della manifestazione, mentre nella stagione 2016-17 si aggiudica la Champions League e il campionato mondiale per club; con la nazionale conquista la medaglia di bronzo al campionato europeo 2017. Nel corso dell'annata 2017-18 si aggiudica la Supercoppa, la Coppa di Turchia, lo scudetto e la Champions League, venendo premiata in quest'ultima competizione come MVP.
Dopo aver terminato l'attività agonistica, il VakıfBank – squadra in cui ha militato per quasi tutta la sua carriera e di cui è stata per anni la capitana – ha ritirato la maglia numero 2 da lei indossata.

## Palmarès

### Club
- Campionato turco: 5

2003-04, 2004-05, 2012-13, 2013-14, 2017-18
- Coppa di Turchia: 3

2012-13, 2013-14, 2017-18
- Supercoppa turca: 3

2013, 2014, 2017
- Campionato mondiale per club: 2

2013, 2017
- Champions League: 4

2010-11, 2012-13, 2016-17, 2017-18
- Top Teams Cup: 1

2003-04
- Challenge Cup: 1

2007-08

### Nazionale (competizioni minori)
- Giochi del Mediterraneo 2005
- European League 2009
- European League 2011
- Giochi del Mediterraneo 2013

### Premi individuali
- 2010 - Voleybol 1. Ligi: Miglior servizio
- 2010 - Voleybol 1. Ligi: Miglior ricevitrice
- 2011 - Champions League: Miglior ricevitrice
- 2013 - Voleybol 1. Ligi: MVP
- 2013 - Voleybol 1. Ligi: Miglior attaccante
- 2013 - Voleybol 1. Ligi: Miglior ricevitrice
- 2013 - Coppa del Mondo per club: Miglior schiacciatrice
- 2014 - Coppa di Turchia: MVP
- 2014 - Voleybol 1. Ligi: Miglior ricevitrice
- 2014 - Voleybol 1. Ligi: MVP
- 2014 - Supercoppa turca: MVP
- 2015 - Voleybol 1. Ligi: Miglior ricevitrice
- 2016 - CEV: Giocatrice di squadra dell'anno
- 2018 - Champions League: MVP